# 路易維爾—傑佛遜郡
路易維爾—傑佛遜郡（英語：Louisville - Jefferson County）是位於美国肯塔基州北部的一個郡，北隔俄亥俄河與印第安纳州相望。根据美国人口普查局2020年统计，共有人口78萬2,969人。郡治路易維爾。傑佛遜郡成立於1780年。

## 歷史
傑佛遜郡成立於1780年，為原來的維吉尼亞州肯塔基郡分割出來的三個郡之一（另外兩個郡分別為費耶特郡和林肯郡）。郡名得名於美國第三任總統托马斯·杰斐逊（時任維吉尼亞州州長，直到1792年建州前仍屬維州的一部份）。
傑佛遜郡內最後一次主要的印第安人亂事為1789年7月17日的切諾維夫屠殺。
2003年，郡政府與郡內最大城市路易維爾的市政府合併，成立新的政府架構。合併後的政府改名為路易維爾－傑佛遜郡都會政府（Louisville-Jefferson County Metro Government or simply Louisville Metro）。
在合併前，郡的首長為郡長（County Judge/Executive），但合併後郡長權力被削弱，部分權力轉移到路易維爾都會市長。現任傑佛遜郡郡長為肯尼·漢頓，而地方行政首長地位實際上已轉移到現任路易維爾都會市長傑里·阿巴遜身上。

## 地理
據美國人口調查局資料顯示，傑佛遜郡面積共1,032平方公里；其中997平方公里為陸地，35平方公里（佔3.38%）為水域。它北隔俄亥俄河與印第安纳州相望。
郡最高點為南柏山（South Park Hill），海拔902米，位於南部。最低點則為海拔383米的俄亥俄河河岸，鄰近另一城市西點。

### 鄰郡
- 印第安纳州 克拉克郡（俄亥俄河北邊）
- 奧德姆郡（東北邊）
- 謝爾比郡（東邊）
- 史賓塞郡（東南邊）
- 布利特郡（南邊）
- 哈丁郡（西南邊）
- 印第安納州 哈里森郡（俄亥俄河西邊）
- 印第安納州 弗洛伊德郡（俄亥俄河西北邊）

## 城鎮
- 克洛斯給特
- 蘭登普雷斯
- 克里克賽德
- 休斯頓英畝